# Artrologia
L'artrologia és la branca de l'anatomia que es dedica a l'estudi de les diferents articulacions. També se la coneix com a sindesmologia. Es defineix l'articulació com el conjunt de parts toves i dures mitjançant les quals s'uneixen dos o més ossos propers, sent aquesta la connexió funcional entre els ossos de l'esquelet.